# Kater (film)
Kater is een Oostenrijkse film uit 2016, geschreven en geregisseerd door Händl Klaus. De film ging op 12 februari in première op het Internationaal filmfestival van Berlijn en won de Teddy Award voor beste film.

## Verhaal
Andreas en Stefan zijn een welgesteld homokoppel dat samen met hun kat Moses in een mooi oud huis wonen in de wijngaarden rond Wenen. Ze werken beiden bij hetzelfde orkest, de ene als manager en de andere als muzikant. Ze delen hun passie voor muziek en hebben een aangenaam leven met een grote vrienden- en kennissenkring. Maar op een ochtend doodt Stefan in een onverwachte uitbarsting van woede Moses. Hun relatie komt onder druk te staan en Stefan verliest de grond onder zijn voeten terwijl Andreas worstelt met zijn ongenoegen en zijn liefde voor Stefan.

## Rolverdeling
| Acteur           | Personage |
| ---------------- | --------- |
| Lukas Turtur     | Stefan    |
| Philipp Hochmair | Andreas   |
| Toni             | Moses     |
| Thomas Stipsits  | Lorenz    |
| Manuel Rubey     | Vladimir  |
| Gerald Votava    | Max       |
| Gabriela Hegedüs | Helga     |

## Prijzen en nominaties
De belangrijkste:
| Jaar | Prijs       | Categorie           | Genomineerde(n) | Uitslag  |
| ---- | ----------- | ------------------- | --------------- | -------- |
| 2016 | Teddy Award | Beste langspeelfilm | Händl Klaus     | Gewonnen |